# Jennings (Antigua)

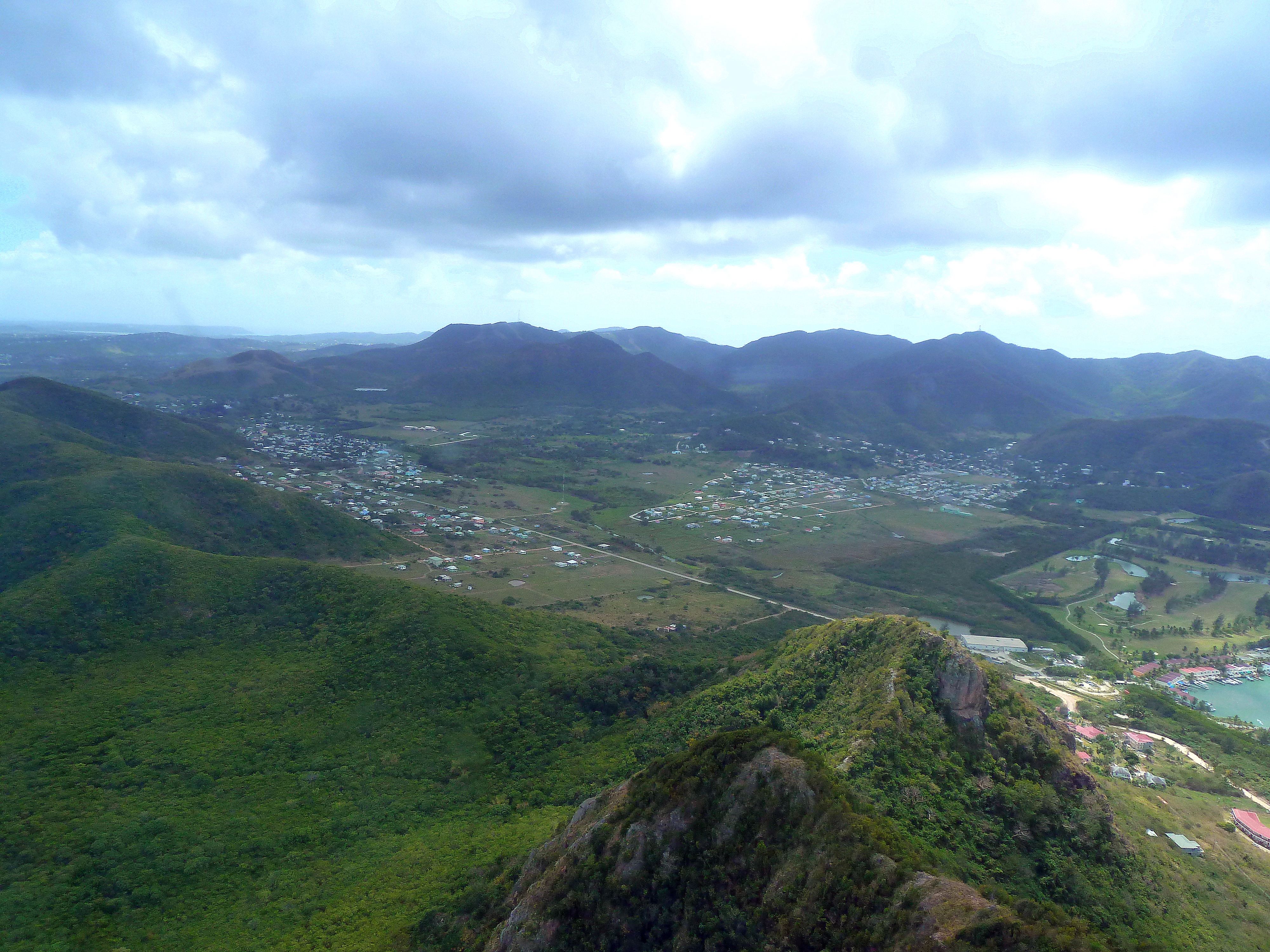
Jennings (2012)

Jennings ist eine Siedlung in der Parish of Saint Mary im Westen der Insel Antigua, im Staat Antigua und Barbuda.

## Lage und Landschaft
Jennings liegt im Nordwesten des Parish of Saint Mary zwischen Monteros Hill im Norden und dem Greencastle Hill National Park mit dem Green Castle Hill (140 m) im Südosten. Im Süden schließt sich Blubber Valley (Ebenezer) an, sowie Bolands im Südwesten. Nach Westen führt eine Straße zu Mosquito Cove und Pearns Hill (Pearns Point). Im Osten schließen sich direkt an den Ort die Siedlungen Cedar Hall und Creekside an und, etwas weiter entfernt im Nordosten, Golden Grove. Zur Volkszählung 2001 hatte Jennings 1410 Einwohner.
Im Ort gibt es die Jennings Secondary School und die Trinity Academy. Eine Sehenswürdigkeit sind die Megalithen im Greencastle Hill National Park.